# Camponotus bayeri
Camponotus bayeri es una especie de hormiga del género Camponotus, tribu Camponotini. Fue descrita científicamente por Forel en 1913.
Se distribuye por República Democrática del Congo, Kenia y Uganda. Se ha encontrado a elevaciones de hasta 1600 metros. Vive en microhábitats como ramas muertas y montículos.